# Casa Serra (els Prats de Rei)
La casa Serra és un habitatge a la vila dels Prats de Rei (Anoia) inclòs a l'Inventari del Patrimoni Arquitectònic de Catalunya.
Edifici construït per a habitatge, de planta baixa i dos pisos. Malgrat les diverses modificacions, conserva encara les llindes originals de les portes i les finestres gòtiques. (aquestes llindes ara no són visibles). Com en altres cases nobles de la vila, no existeix documentació referent a les dates de construcció de l'edifici. S'edificà vers el segle xvi, coincidint amb l'època de màxima esplendor de la vila. Actualment es troba en obres de restauració